# SN 2000ea
SN 2000ea – supernowa typu Ia odkryta 25 października 2000 roku w galaktyce A020954-0528. W momencie odkrycia miała maksymalną jasność 23,30m.